# Shani (Vorname)
Shani (hebräisch: שָׁנִי, Sanskrit: शनि) ist ein weiblicher und männlicher Vorname.

## Herkunft und Bedeutung
Der hebräische Vorname bedeutet rot/scharlachrot.
Der hinduistische Name stammt aus dem Sanskrit-Namen des Planeten Saturn. Dies ist auch der Name eines himmlischen Hindu-Gottes.

## Bekannte Namensträger

### Weiblich
- Shani Boianjiu (* 1987), israelische Autorin
- Shani Diluka (* 1976), französische Pianistin sri-lankischer Eltern
- Shani Louk (2001–2023), deutsch-israelische Tätowiererin und Opfer der radikalislamistischen Hamas

### Männlich
- Shani Davis (* 1982), US-amerikanischer Eisschnellläufer
- Shani Tarashaj (* 1995), Schweizer Fußballspieler